# Jesus College, Oxford
Ej att förväxla med Jesus College, Cambridge.

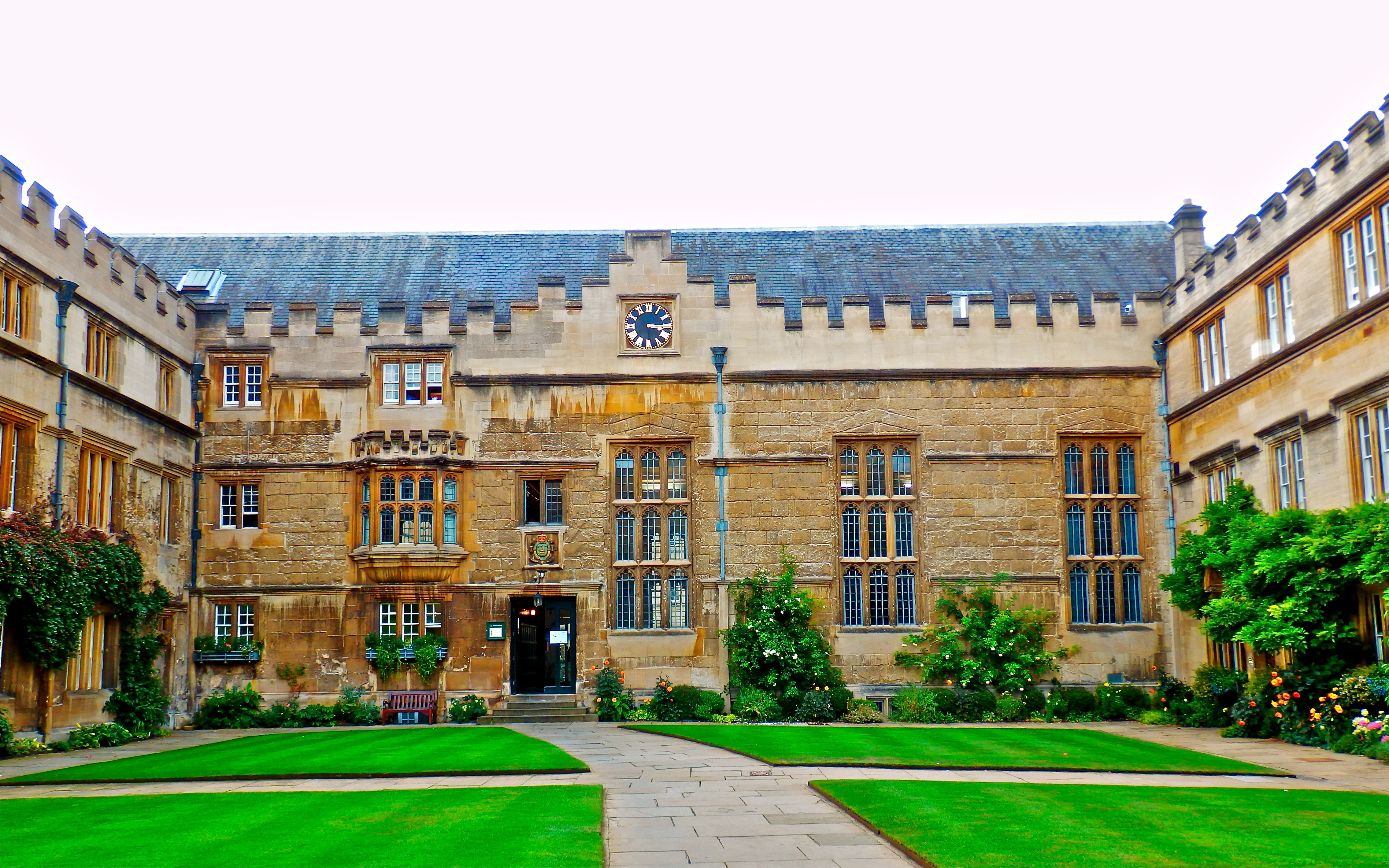
First Quad, collegets äldsta innergård.

Jesus College, formellt Jesus College in the University of Oxford of Queen Elizabeth's Foundation, är ett college vid Oxfords universitet, beläget vid Turl Street i den centrala delen av den historiska innerstaden. Colleget grundades av drottning Elisabet I av England 27 juni 1571 som det första protestantiska colleget i Oxford, på initiativ av Hugh Price, en kyrkoman från Brecon i Wales. Fram till slutet av 1800-talet, då reglerna för medlemskap och stipendier ändrades, var många av collegets medlemmar walesare. 
Collegets äldsta gård uppfördes under 1500-talet och början av 1600-talet. Den andra gården uppfördes mellan 1640 och omkring 1713, och den tredje 1906. 1971 utökades colleget ytterligare med moderna studentbostäder och colleget har idag även bostäder i andra delar av staden. Fram till 1974, då colleget öppnades för kvinnor, accepterade colleget i likhet med andra traditionella Oxfordcollege endast manliga medlemmar. Colleget har omkring 475 studentplatser.
Kända alumner från Jesus College är bland andra premiärministern Harold Wilson och T. E. Lawrence ("Lawrence av Arabien"). Bland collegets undervisande fellows märks bland andra historikern Niall Ferguson samt den politiske filosofen John Gray.